# Kleine Buntschrecke
Die Kleine Buntschrecke (Poecilimon elegans) ist eine Langfühlerschrecke aus der Unterfamilie Phaneropterinae innerhalb der Überfamilie der Laubheuschrecken. Synonyme sind Poecilimon balcanicus (Shugurov, 1907 – diese Art wurde für die Jugendform der Kleinen Buntschrecke aufgestellt) und Poecilimon balkanicus, was auf eine Falschschreibung Ersterem zurückgeht.

## Merkmale
Die Kleine Buntschrecke besitzt einen kurzen, dicken Hinterleib und einen weder sattelförmigen noch nach hinten verlängerten Thorax. Die Unterschenkel des letzten Beinpaars tragen kleine Stacheln. Die Fühler sind in etwa so lang wie der Körper. Die Grundfarbe variiert von oliv bis hellgrün. Vom Auge über den Thorax und bis auf den Hinterleib zieht sich ein  weißes oder hellgelbes Band. Beim Weibchen reicht es bis zur Mitte des Hinterleibs, beim Männchen bis zur Abdomenspitze. Die Halsschildseiten weisen einen hellen Rand auf. Die Flügel der Art werden beim Weibchen vom Halsschild verdeckt, beim Männchen sind sie stark verkürzt, hellbraun gefärbt und mit einigen dunklen Flecken versehen. Der Legebohrer des Weibchens ist an der Basis gerade, biegt sich dann aber nach oben. Er ist am Außenrand gezähnt.

## Lebensweise und Verbreitung
Die Kleine Buntschrecke gibt kurze, scharfe Töne in größeren Abständen von sich. Sie hält sich häufig auf niedrigen krautigen Pflanzen auf und bewohnt stark bewachsene Wiesen und Buschland. Ihr Verbreitungsgebiet erstreckt sich von Italien und Kroatien über Serbien und Montenegro bis nach Albanien, Mazedonien und Bulgarien. Die Imagines treten von Juni bis Juli auf, Weibchen sind allerdings noch vereinzelt im August anzutreffen.